# Michael Braungart

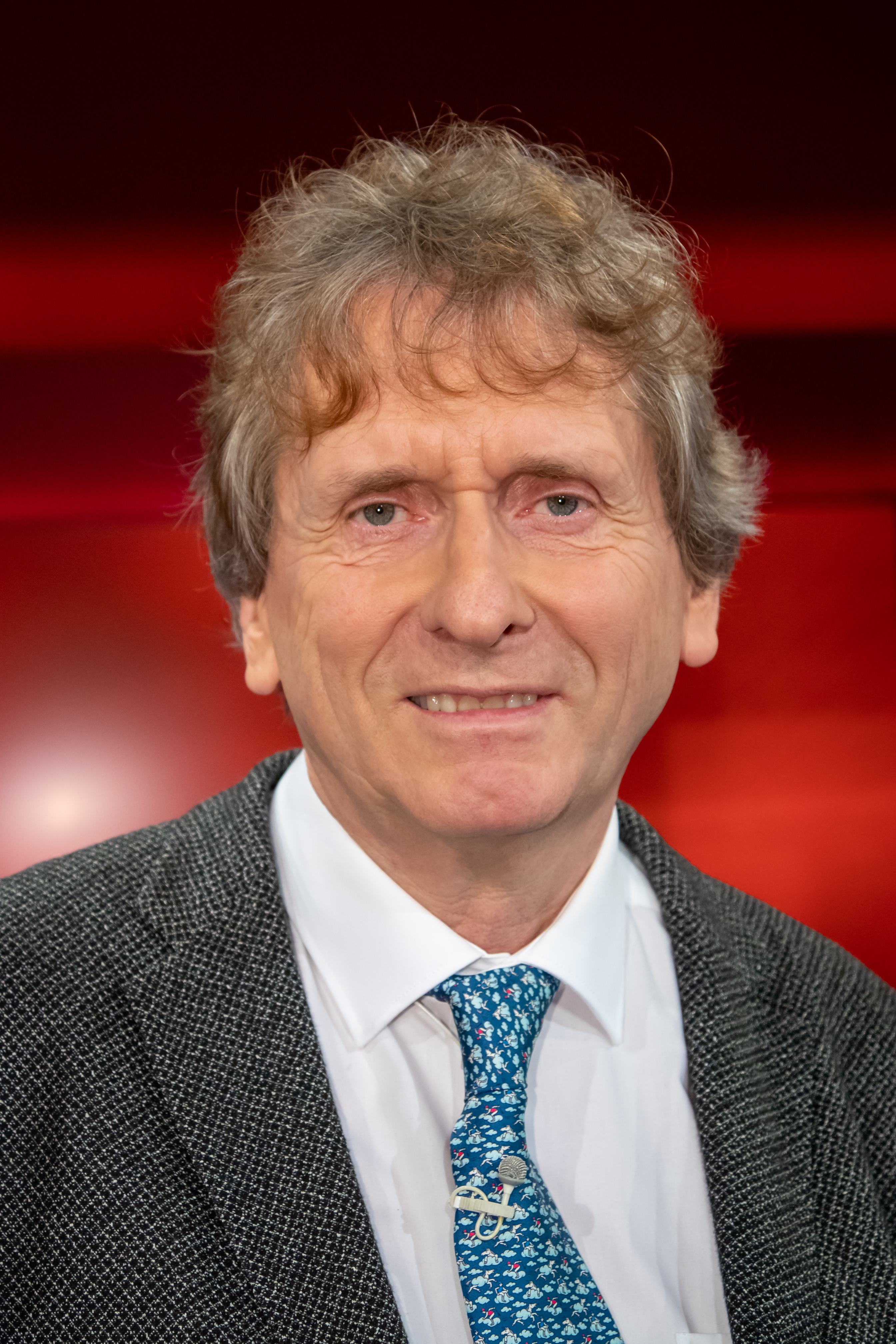
Michael Braungart

Michael Braungart (* 7. Februar 1958 in Schwäbisch Gmünd) ist ein deutscher Verfahrenstechniker und Chemiker. Er entwickelte zusammen mit William McDonough das Cradle-to-Cradle-Konzept. Braungart ist Professor an der Erasmus-Universität Rotterdam und an der Leuphana Universität Lüneburg Professor für Eco-Design, Geschäftsführer der Environmental Protection Encouragement Agency Internationale Umweltforschung GmbH in Hamburg (EPEA) und wissenschaftlicher Leiter des Hamburger Umweltinstituts.

## Leben und Beruf
Nach dem Studium der Chemie und Verfahrenstechnik an der Universität Konstanz und an der TU Darmstadt promovierte Braungart 1985 am Fachbereich Chemie der Universität Hannover. Parallel wirkte er seit 1982 beim Aufbau des Bereichs Chemie von Greenpeace Deutschland mit, den er von 1985 bis 1987 leitete.
1987 gründete Braungart das EPEA-Institut. Mit dem US-amerikanischen Architekten und Designer William McDonough ist er ebenfalls Gründer der Design- und Entwicklungsfirma McDonough Braungart Design Chemistry (MBDC) in Charlottesville (Virginia). Von 1994 bis 2008 lehrte er an der Universität Lüneburg Stoffstrommanagement, seit Herbst 2008 ist er Professor für den Cradle-to-Cradle-Studiengang an der Erasmus-Universität Rotterdam. Er hat außerdem eine Gastprofessur an der University of Virginia angenommen. Zudem ist Braungart Professor für Ecodesign an der Leuphana Universität Lüneburg. 2024/2025 hat er eine Stiftungsgastprofessur an der Hochschule für Gestaltung Schwäbisch Gmünd inne.
Seit 1994 referiert und publiziert Braungart zu den Themen Realisierung zukunftstauglicher „intelligenter Produkte“, Entwicklung und Umsetzung von Umweltschutzkonzepten, umweltverträgliche Produktionsverfahren sowie zu Ökobilanzen komplexer Gebrauchsgüter.
Mit McDonough ist er zudem Autor mehrerer Bücher, in denen ein nachhaltiges Umdenken bei der Produktion und Verwertung von Produkten nach dem Prinzip der Ökoeffektivität gefordert werden.
2003 erhielt er den Presidential Green Chemistry Challenge Award der US-Umweltbehörde EPA.
Braungart ist mit der deutschen Politikerin (SPD) und Mitbegründerin von Greenpeace Deutschland Monika Griefahn verheiratet und hat zwei Töchter, ein Sohn starb 2013. Seine Tochter Nora Sophie Griefahn ist Gründerin und Vorstand von Cradle to Cradle NGO. Seine Brüder sind die Wissenschaftler Georg und Wolfgang Braungart.
Im Juli 2014 wurden er, seine Frau Monika Griefahn und der Pädagoge und Buchautor Philipp Möller in den Beirat der Giordano-Bruno-Stiftung aufgenommen. Im Februar 2020 war er Gründungsbeirat des Hans-Albert-Instituts.

## Schriften

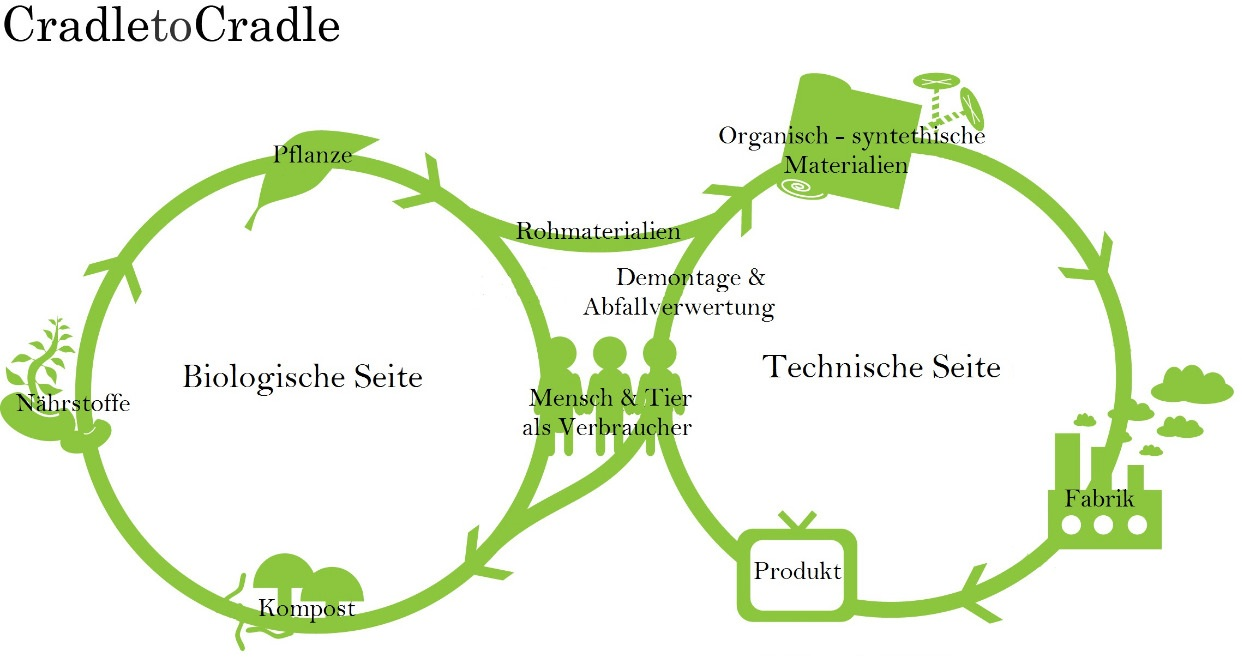
Biologischer und technischer Zyklus bei Cradle to Cradle

- mit William McDonough: Einfach intelligent produzieren. Berliner Taschenbuch Verlag, Berlin 2003, ISBN 978-3-8333-0183-4.
- mit William McDonough (Hrsg.): Die nächste industrielle Revolution: Die Cradle-to-Cradle-Community. Europäische Verlagsanstalt, Hamburg 2008, ISBN 978-3-434-50616-4.
- mit William McDonough: Intelligente Verschwendung. oekom verlag, München 2013, ISBN 978-3-86581-316-9